# Nexign
Nexign — российская компания-разработчик OSS/BSS-систем и решений для цифровизации бизнеса, первый в России разработчик биллинга для телекоммуникационных компаний.
Компания занята на рынке BSS и предоставляет услуги в странах Ближнего Востока, Африки и Юго-Восточной Азии. Главный офис компании расположен в Санкт-Петербурге, региональные — в Москве, Самаре, Екатеринбурге, Краснодаре, Владивостоке, Нижнем Новгороде, Ростове-на-Дону и Новосибирске и международный офис в Дубае.

## История
Компания была основана под именем «Петер-Сервис» в Санкт-Петербурге в 1992 году группой инженеров, создавших биллинговую систему для первого российского сотового оператора «Дельта Телеком». В 1994 году «Петер-Сервис» разработал биллинг для петербургского оператора фиксированной связи «Петерстар».
Наработки по этим проектам легли в основу первого пакетного решения компании — информационной и биллинговой системы Peter-Service BIS, одной из первых BSS-систем, сертифицированных Министерством связи РФ.
В 2000-х годах «Петер-Сервис» также разрабатывал системы поддержки роуминга (англ. roaming support systems), системы интерконнект-биллинга (англ. interconnected billing systems), конвергентные биллинговые системы (англ. convergent billing systems) и другое ПО для операторов связи.
В ноябре 2007 года ETSI (Европейский института телекоммуникационных стандартов) —  официально признанная Европейской комиссией международная организация, занимающаяся разработкой телекоммуникационных стандартов, — приняла в свой состав ЗАО «Петер-сервис», компания стала участником проекта 3GPP (Third Generation Partnership Project). Основной задачей была выработка технических спецификаций для реализации сетей третьего поколения, базирующихся на современных мобильных технологиях.

## Деятельность
Клиентами Nexign являются более 50 телеком-операторов из 16 стран, в том числе, Chinguitel, «Газпром Телеком», Geocell, «Мегафон», Moldcell, МТС, «Ростелеком», Kcell и Turkcell. Компания является членом РУССОФТа, Samena Telecommunications Council, OneM2M, 3GPP, ETSI, TM Forum. l.
В 2013 году компания заключила контракт с российским провайдером цифровых услуг и сервисов «Ростелеком». В том же году на базе решений разработчика киргизский оператор мобильной связи MegaCom запустил услугу «Предоплатный роуминг».
В 2015 году компания вошла TOP-10 российских ИТ-компаний по прибыли. В том же году компания заключила пятилетний договор с мобильным оператором «МегаФон» на трансформацию биллинговой системы оператора и создание единого биллинга на базе российского софта.
В сентябре 2017 года WikiLeaks опубликовал документы, из которых следовало, что «Петер-Сервис» разрабатывает средства сбора, хранения и анализа абонентских данных для целей СОРМ. «Петер-Сервис» ответил, что не имеет доступа к данным абонентов своих клиентов и не участвует в передаче данных спецслужбам.
В феврале 2018 года компания провела ребрендинг и под новым именем Nexign (рус. Нексайн) вышла на международные рынки с продуктовой линейкой, включающей BSS-решения для цифровой трансформации операторов связи и монетизации цифровых сервисов.
В декабре 2018 года 100% компании купил «ИКС Холдинг» Антона Черепенникова. «Ведомости» писали, что сумма сделки составила порядка 20 млрд рублей.
В 2019 году компания завершила установку биллинговой системы для мавританского телеком-оператора Chinguitel, открыла офис в Дубае  и заключила соглашение с компанией Giza Systems (ОАЭ), специализирующейся на информационных и телекоммуникационных технологиях, в соответствии с которым компания из ОАЭ взяла на себя обязательства продавать продукты Nexign в регионе MEA и выполнять работы по внедрению и поддержке решений.
В 2020 году Министерство цифрового развития, связи и массовых коммуникаций включило компанию в перечень системообразующих организаций российской экономики в сфере информации и связи. В январе 2020 года компания завершила установку системы автоматизации расчетов Partner Relationship Management для мобильного опереатора Tele2 и завершила миграцию абонентов во всех филиалах виртуального оператора Yota на последнюю версию Nexign Network Monetisation Suite. В  октябре того же года Nexign приобрёл 99% компании «Шторм Технологии», разрабатывающей системы автоматизации контактных центров и управления пользовательским опытом.
В 2021 году был завёршен запущенный в 2015 году проект по внедрению новой BSS-платформы, разработка Nexign объединила 7 биллинговых систем, использовавшихся в «Мегафоне», в единое решение.
В 2021 году для сопровождения внедрения продуктов Nexign и системной интеграции была образована дочерняя компания Nexign Solutions.
В марте 2022 года Nexign перешёл под контроль USM Telecom в рамках продажи «ИКС Холдинга» его основателю Антону Черепенникову. В декабре 2022 года купил 100% акций Nexign.
В 2022 году компанией была внедрена система управления персоналом Neon для мобильного оператора «МегаФон».
В 2023 году казахстанский оператор мобильной связи Kcell заменил BSS-системы Amdocs и Orga на цифровую биллинговую платформу Nexign Converged BSS.

## Продукты
- Nexign Converged BSS — единая BSS-платформа для ковергентного биллинга, позволяющая консолидировать различные направления операторского бизнеса, технологии и способы оплаты.
- Nexign Digital BSS — модульное BSS-решение для быстрого запуска цифровых сервисов, предлагаемое как инструмент для цифровой трансформации телеком-операторов.
- Nexign Network Monetisation Suite — комплекс продуктов для ковергентной тарификации и управления политиками в реальном времени.
- Nexign IoT Platform — платформа для управления сетью IoT-устройств, которая интегрируется с биллинговой системой оператора[45].

## Показатели деятельности
В 2017 году выручка Nexign составила 7,2 млрд рублей, по итогам 2019 года выручка составила 13,1 млрд рублей, прибыль — 5,1 млрд.
В 2021 году выручка Nexign составила 9,2 млрд руб., чистая прибыль — 2,4 млрд рублей.

## Рейтинги и награды
- The Global Telecom Awards — финалист в категориях BSS/OSS Transformation Excellence (2019)[48] и Mobile Money Mastery (2020)[49]
- Telecom World Awards — финалист в категориях Innovation Award – Vendor (2019) и Digital Transformation Award — Vendor (2020)[48]
- CNews Awards — финалист в категории «Экспансия года» (2020)[50]
- TM Forum Excellence Awards — финалист в категориях Operational transformation and agility (2019)[51] and Human Factor (2021)[52]

## Санкции
В рамках мер против России компания «Nexign» была включена в санкционный список США как входящая в холдинг USM Telecom Алишера Усманова, который попал под блокирующие санкции США, Евросоюза и ряда других стран.